# María Espinosa de los Monteros
Pour les articles homonymes, voir Espinosa et Espinosa de los Monteros (homonymie).
Ne doit pas être confondu avec María Elena Espinosa Mangana, María Fernanda Espinosa ou Marie Espinosa.
María Espinosa de los Monteros y Díaz de Santiago, de son vrai nom María Espinosa Díaz, née à Estepona le 13 mai 1875 et morte à Alicante le 13 décembre 1946, est une militante féministe espagnole, fondatrice de l'Association nationale des femmes espagnoles.

## Biographie
En octobre 1918, elle fonde à son domicile du 4, calle Barquillo, à Madrid, l'Association nationale des femmes espagnoles (Asociación Nacional de Mujeres Españolas), qui devient l'une des principales organisations suffragistes en Espagne.
Elle préside l'organisation jusqu'en 1924. On retrouve dans l'association de grandes personnalités féminines défendant les droits des femmes de l'époque, comme Benita Asas, Clara Campoamor, Elisa Soriano Fisher, María de Maeztu, Julia Peguero et Victoria Kent. Elle est dissoute au déclenchement de la guerre d'Espagne sous les pressions des nationalistes.
María Espinosa est également conseillère municipale de Ségovie, ville dans laquelle elle joue un grand rôle dans le développement du tourisme dans la commune.
Elle meurt, le 13 décembre 1946, d'un cancer du poumon à Alicante.